# Loveland Park (Ohio)
Loveland Park es un lugar designado por el censo ubicado en el condado de Warren en el estado estadounidense de Ohio. En el Censo de 2010 tenía una población de 1523 habitantes y una densidad poblacional de 491,26 personas por km².

## Geografía
Loveland Park se encuentra ubicado en las coordenadas 39°17′39″N 84°15′50″O / 39.29417, -84.26389. Según la Oficina del Censo de los Estados Unidos, Loveland Park tiene una superficie total de 3.1 km², de la cual 2.97 km² corresponden a tierra firme y (4.34%) 0.13 km² es agua.

## Demografía
Según el censo de 2010, había 1523 personas residiendo en Loveland Park. La densidad de población era de 491,26 hab./km². De los 1523 habitantes, Loveland Park estaba compuesto por el 96.39% blancos, el 0.72% eran afroamericanos, el 0.13% eran amerindios, el 1.12% eran asiáticos, el 0% eran isleños del Pacífico, el 0.72% eran de otras razas y el 0.92% pertenecían a dos o más razas. Del total de la población el 2.56% eran hispanos o latinos de cualquier raza.